# 雲仙市立小浜中学校
雲仙市立小浜中学校（うんぜんしりつ おばまちゅうがっこう）は、長崎県雲仙市小浜町南本町にある公立中学校。略称は「浜中」。

## 概要
歴史
1947年（昭和22年）の学制改革により創立。2008年（平成20年）に雲仙中学校、2014年（平成26年）に北串中学校を統合し、雲仙市小浜地区では唯一の公立中学校となっている。2012年（平成24年）に創立65周年を迎えた。
校区
住所表記で長崎県雲仙市の後に「小浜町」が続く地域。
小学校区は雲仙市立小浜小学校、雲仙市立雲仙小学校、雲仙市立北串小学校。
校歌
作詞は関寛之、作曲は難波睦子による。歌詞は3番まであり、1番に校名の「小浜」が登場する。

## 沿革
- 1947年（昭和22年）
  - 4月1日 - 学制改革（六・三制の実施）が行われる。
    - 小浜国民学校の初等科が改組され、小浜町立小浜小学校となる。
    - 小浜国民学校の高等科および小浜青年学校の普通科が改組され、「小浜町立小浜中学校」（新制中学校）が発足。当初小学校に併設される。
      - 初代校長は中村甚右衛門。

  - 7月9日 - 中学校敷地が小浜町大久保丁290番地（現在地）に決定。
- 1948年（昭和23年）4月30日 - 校舎第一期工事が完了し、普通教室8部屋が完成。
- 1949年（昭和24年）
  - 6月1日 - 長崎県立口加高等学校小浜分校（後の長崎県立小浜高等学校）が併設される。
  - 8月1日 - 校舎第二期工事が完了し、普通教室1と事務室1が完成。
- 1950年（昭和25年）9月6日 - 校舎第三期工事が完了し、普通教室3、特別教室1などが完成。
- 1953年（昭和28年）3月 - 校舎第四期工事が完了し、普通教室2が完成。
- 1956年（昭和31年）3月8日 - 校舎第五期工事が完了。
- 1958年（昭和33年）- 長崎県立口加高等学校小浜分校の独立校舎が完成し、併設を解消。
- 1968年（昭和43年）1月 - 運動場拡張工事が完成。（この工事のため、1967年度（昭和42年度）の運動会は中止）
- 1975年（昭和50年）4月1日 - 特殊学級を新設。

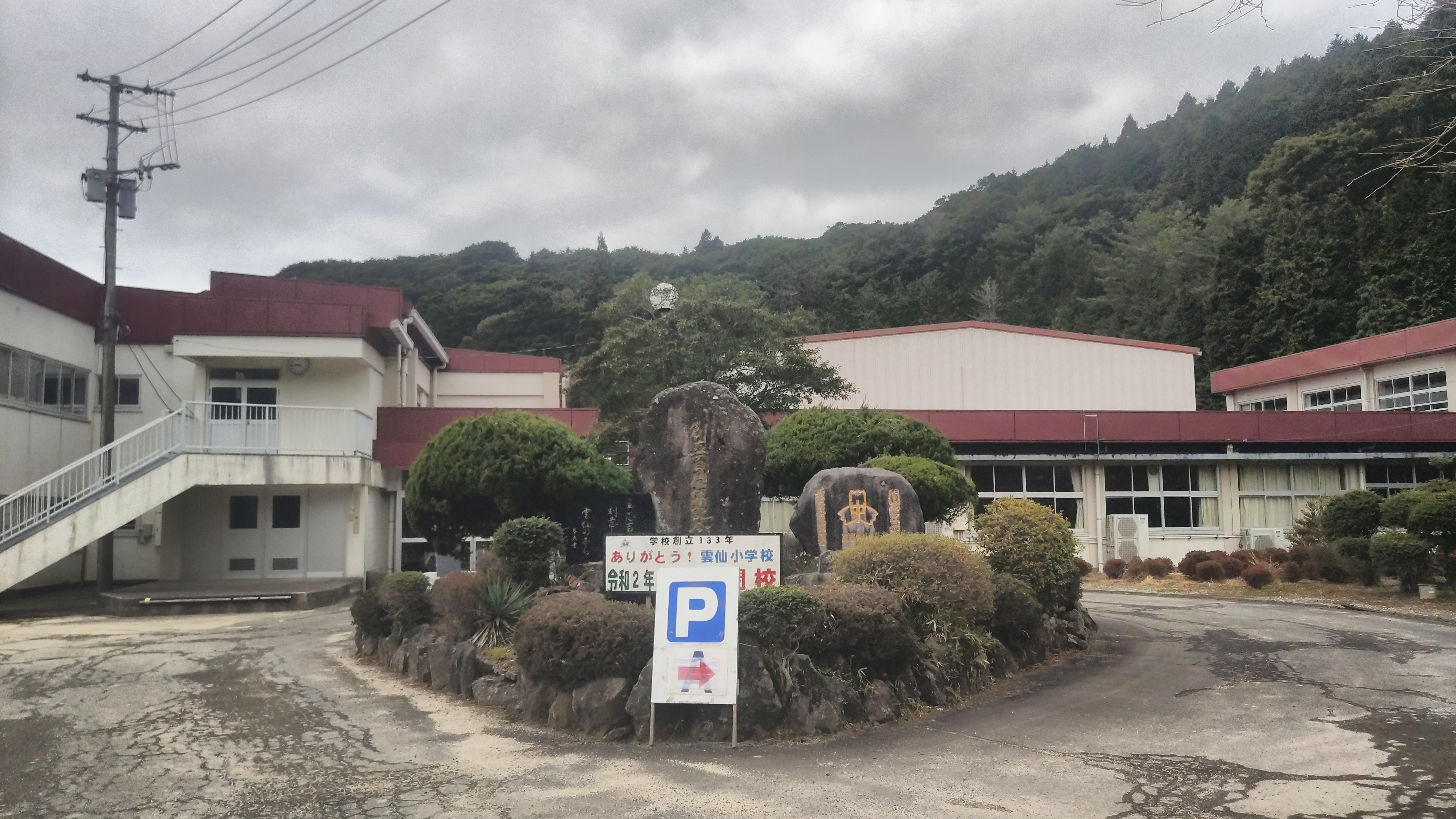
旧・雲仙中学校跡

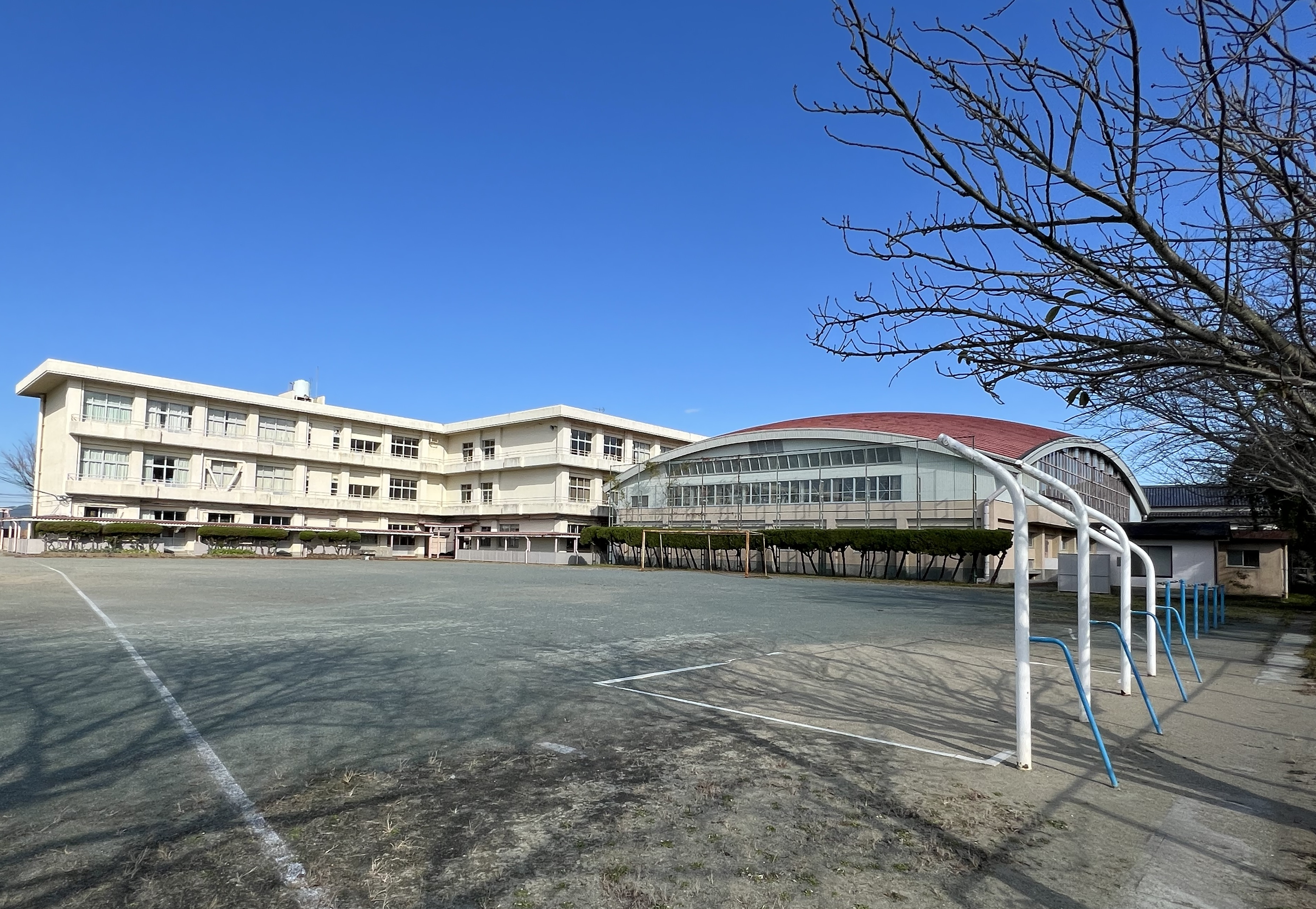
旧・北串中学校跡

- 1978年（昭和53年）2月22日 - 体育館が完成。
- 1979年（昭和54年）2月14日 - 鉄筋コンクリート造の新校舎第一期工事が完成。
- 1980年（昭和55年）2月23日 - 鉄筋コンクリート造の新校舎第二期工事が完成。
- 1989年（平成元年）9月10日 - 運動場の改修整備工事が完成。
- 1991年（平成3年）11月13日 - コンピュータ教室が完成。コンピュータ22台が導入される。
- 1992年（平成4年）3月9日 - 野球部とサッカー部の部室が完成。
- 1998年（平成10年）3月4日 - 創立50周年を記念して校旗を新調。記念碑を除幕。
- 2005年（平成17年）10月11日 - 雲仙市の発足により、「雲仙市立小浜中学校」（現校名）に改称。
- 2007年（平成19年）4月1日 - 特殊学級を特別支援学級に改称。
- 2008年（平成20年）4月1日 - 雲仙市立雲仙中学校を統合。
- 2012年（平成24年）3月31日 - 特別支援学級を休止。
- 2014年（平成26年）4月1日 - 雲仙市立北串中学校を統合[1]。

## 部活動
運動部
- 軟式野球部
- 卓球部
- バレーボール部
- バドミントン部
- 剣道部
- 陸上競技部（季節限定）

文化部
- 吹奏楽部

## アクセス
最寄りのバス停
- 島鉄バス「道前」バス停

最寄りの道路
- 国道57号（雲仙道路）「山の上」交差点
- 国道251号（島原街道）「雲仙西登山口」交差点

## 周辺
- とけん山公園
- 小浜温泉
- 公立新小浜病院
- 雲仙市立小浜小学校
- 雲仙警察署